# Yanqing National Sliding Center
Koordinaten: 40° 31′ 13,9″ N, 115° 46′ 51,1″ O
Das Nationale Bob- und Rodelzentrum Yanqing (wortwörtliche deutsche Übersetzung, chinesisch 延庆国家雪车雪橇中心, Pinyin Yánqìng guójiā xuěchē xuěqiāo zhōngxīn) ist eine Kunsteisbahn für Rennrodeln, Bobsport und Skeleton im Pekinger Stadtbezirk Yanqing.

## Geschichte
Mit der Vergabe der Olympischen Winterspiele 2022 an Peking begannen im Juli 2018 die Bauarbeiten für eine Bob- und Rodelbahn in Yanqing. Die Bahn wurde im November 2020 fertiggestellt. Die Baukosten werden auf 500 Millionen Dollar geschätzt. Es ist die erste 360°-Rennstrecke mit der Form eines Drachens, verfügt über 16 Kurven und eine Gesamtlänge von 1975 Meter. Für die Zuschauer stehen im National Sliding Center 2.000 Sitz- und 8.000 Stehplätze zur Verfügung. Ende Oktober 2020 wurden die ersten Testläufe auf der Bahn abgehalten. Ein Jahr später wurde die Bahn am 25. Oktober 2021 mit zwei Skeleton-Rennen eröffnet. Später am Tag und am Folgetag wurden die ersten Bob-Wettkämpfe ausgetragen.
Am 20. bis 21. November 2021 folgten die ersten Rennrodelwettkämpfe im Rahmen des Weltcups 2021/22. Im vorausgegangenen Training stürzte der Pole Mateusz Sochowicz, da auf der Bahn eine Sperre im Weg stand. Mit 50 km/h fuhr Sochowicz auf diese zu und konnte artistisch über die Sperre springen und schlimmere Verletzungen verhindern. Er brach seine Kniescheibe und zog sich im anderen Bein eine tiefe Schnittwunde zu.

## Bahnrekorde
| Disziplin                     | Nation/Athleten                                                     | Datum            | Zeit         |
| ----------------------------- | ------------------------------------------------------------------- | ---------------- | ------------ |
| Bob – Viererbob Männer        | Johannes Lochner, Florian Bauer, Christopher Weber & Christian Rasp | 19. Februar 2022 | 58,13 s      |
| Bob – Zweierbob Männer        | Francesco Friedrich & Thorsten Margis                               | 15. Februar 2022 | 58,99 s      |
| Bob – Monobob Frauen          | Kaillie Humphries                                                   | 14. Februar 2022 | 1:04,44 min  |
| Bob – Zweierbob Frauen        | Laura Nolte & Deborah Levi                                          | 19. Februar 2022 | 1:00,70 min  |
| Rennrodeln – Einsitzer Männer | Johannes Ludwig                                                     | 6. Februar 2022  | 57,043 s     |
| Rennrodeln – Einsitzer Frauen | Natalie Geisenberger                                                | 8. Februar 2022  | 58,266 s     |
| Rennrodeln – Doppelsitzer     | Tobias Wendl & Tobias Arlt                                          | 9. Februar 2022  | 58,255 s     |
| Rennrodeln – Teamstaffel      | Natalie Geisenberger, Johannes Ludwig, Tobias Wendl & Tobias Arlt   | 10. Februar 2022 | 3:03,406 min |
| Skeleton – Männer             | Christopher Grotheer                                                | 11. Februar 2022 | 1:00,00 min  |
| Skeleton – Frauen             | Hannah Neise                                                        | 12. Februar 2022 | 1:01,44 min  |